# Port lotniczy Male
Port lotniczy Male (Dhivehi: ވެލާނާ ބައިނަލްއަޤުވާމީ ވައިގެ ބަނދަރު) (IATA: MLE, ICAO: VRMM) – międzynarodowy port lotniczy położony na wyspie Hulhule, na północ od Male. Jest największym portem lotniczym na Malediwach.

## Linie lotnicze i połączenia
Lotnisko w Male obsługiwane jest przez 41 linii lotniczych, które oferują 51 bezpośrednich połączeń do 21 krajów w Azji i Europie:
| Linia lotnicza           | Kierunek |
| ------------------------ | --- |
| Aerofłot                 | 1. Moskwa-Szeremietiewo |
| AirAsia                  | 1. Kuala Lumpur |
| Air France               | Sezonowo: 1. Paryż-Charles de Gaulle |
| Al-Naser Airlines        | 1. Dhaalu 2. Dharavandhoo |
| Austrian Airlines        | Sezonowo: 1. Wiedeń |
| Bangkok Airways          | 1. Bangkok-Suvarnabhumi |
| Batik Air Malaysia       | 1. Kuala Lumpur |
| Beijing Capital Airlines | 1. Pekin-Daxing |
| BeOnd                    | 1. Dubaj-Al Maktoum 2. Rijad |
| British Airways          | 1. Londyn-Heathrow |
| China Eastern Airlines   | 1. Kolombo 2. Szanghaj-Pudong |
| Chongqing Airlines       | Sezonowo: 1. Kolombo |
| Condor                   | Sezonowo: 1. Frankfurt |
| Discover Airlines        | Sezonowo: 1. Frankfurt |
| Edelweiss Air            | Sezonowo: 1. Kolombo 2. Zurych |
| Emirates                 | 1. Kolombo 2. Dubaj |
| Etihad Airways           | 1. Abu Zabi |
| flydubai                 | 1. Kolombo 2. Dubaj |
| FitsAir                  | 1. Kolombo |
| FlexFlight               | 1. Kolombo |
| Flyme                    | 1. Dharavandhoo 2. Maamigili |
| Gulf Air                 | 1. Bahrajn 2. Kolombo |
| Hong Kong Airlines       | Sezonowo: 1. Hongkong |
| IndiGo                   | 1. Bengaluru 2. Koczin 3. Mumbaj |
| ITA Airways              | Sezonowo: 1. Rzym-Fiumicino |
| Malaysia Airlines        | 1. Kuala Lumpur (wznowione 1 sierpnia 2024) |
| Maldivian                | 1. Kolombo 2. Dharavandhoo 3. Fuvahmulah 4. Funadhoo 5. Gan 6. Hanimaadhoo 7. Hoarafushi 8. Huvadhu 9. Ifuru 10. Kaadedhdhoo 11. Kadhdhoo 12. Kulhudhuffushi 13. Maafaru Sezonowo: 1. Bengaluru 2. Dhaka 3. Koczin 4. Thiruvananthapuram |
| Neos                     | 1. Mediolan-Malpensa Sezonowo: 1. Rzym-Fiumicino |
| Oman Air                 | Sezonowo: 1. Maskat |
| Qatar Airways            | 1. Doha |
| Saudia                   | 1. Dżudda 2. Rijad |
| Sichuan Airlines         | 1. Chengdu |
| Singapore Airlines       | 1. Singapur |
| SriLankan Airlines       | 1. Kolombo |
| Thai AirAsia             | 1. Bangkok-Don Mueang |
| Turkish Airlines         | 1. Stambuł |
| US-Bangla Airlines       | 1. Dhaka |
| Virgin Atlantic          | Sezonowo: 1. Londyn-Heathrow |
| Vistara                  | 1. Delhi 2. Mumbaj |
| Xiamen Air               | 1. Xiamen (od 30 lipca 2024) |

### Czartery
- Air China (Pekin, Kunming)
- Cathay Pacific (Kolombo, Hongkong)
- Corsairfly (Paryż-Orly)
- Martinair (Amsterdam)
- TUIfly Nordic (Sztokholm)